# Sous-préfecture de Rumoi
43° 56′ 05″ N, 141° 39′ 21″ E

La sous-préfecture de Rumoi (留萌振興局, Rumoi-shinkō-kyoku) est une sous-préfecture, située sur l'île de Hokkaidō, au Japon.

## Géographie

### Démographie
La sous-préfecture de Rumoi couvre une superficie de 3 445,75 km2 et abritait, au 31 mars 2015, une population de 49 204 habitants (densité de population de 14 hab./km2).

### Divisions administratives

#### Ville
Rumoi est la seule ville de la sous-préfecture de Rumoi, dont elle est le chef-lieu.

#### District, bourgs et villages
La sous-préfecture comporte aussi six bourgs et un unique village répartis en quatre districts ruraux.
- District de Mashike
  - Mashike
- District de Rumoi
  - Obira
- District de Teshio
  - Enbetsu
  - Teshio
- District de Tomamae
  - Haboro
  - Shosanbetsu (village)
  - Tomamae

#### Îles
La sous-préfecture de Rumoi comprend aussi les deux îles : Teuri et Yagishiri.

## Histoire

### Chronologie
- 1897 : création de la sous-préfecture de Rumoi, sous le nom de sous-préfecture de Mashike.
- 1914 : déplacement de la capitale à Rumoi, la sous-préfecture est renommée sous-préfecture de Rumoi.
- 1915 : la sous-préfecture est le lieu de la pire série d'attaques d'ours de l'histoire du pays — incident de l'ours brun de Sankebetsu — avec, entre le 9 et 14 décembre, sept personnes tuées et trois blessées.
- 1948 : le village de Horonobe (district de Teshio) est transféré dans la sous-préfecture de Sōya.